# Frank Capras filmografi

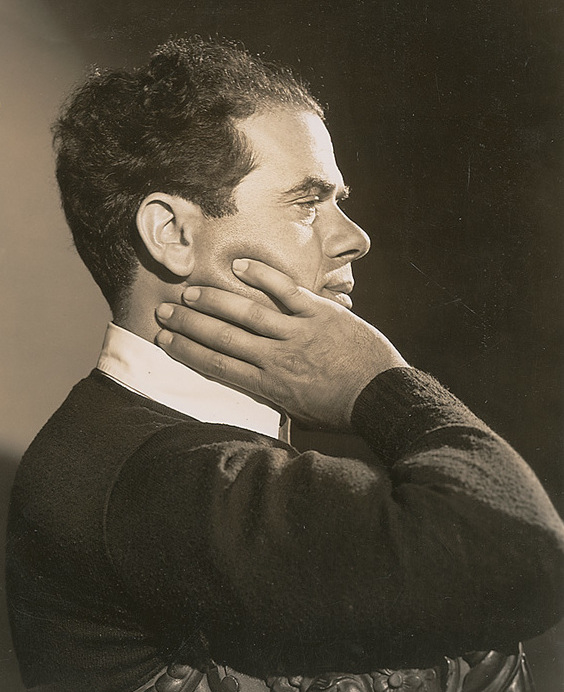
Frank Capra, 1930-tal.

Frank Capra (1897–1991) var en italienskfödd amerikansk filmskapare. Han debuterade som filmregissör 1922 med kortfilmen Fultah Fisher's Boarding House. Capras romantiska komedi Det hände en natt (1934), nominerades till och mottog totalt fem Oscars. Efter den följde bland annat Komedien om oss människor (1938), vilken Oscarbelönades för bästa film och bästa regi och Mr. Smith i Washington (1941), vilken nominerades till elva Oscars och erhöll en. Andra noterbara filmer är dramakomedin Lady för en dag (1933), drama-fantasyfilmen Bortom horisonten (1937), dramafilmen Livet är underbart (1946) och musikalkomedin Här kommer brudgummen (1951). 

## Filmografi
| Titel                               | År   | Krediterad som | Krediterad som  | Krediterad som | Krediterad som | Noteringar                          | Ref |
| Titel                               | År   | Regissör       | Manusförfattare | Producent      | Övrigt         | Noteringar                          | Ref |
| ----------------------------------- | ---- | -------------- | --------------- | -------------- | -------------- | ----------------------------------- | --- |
| Fultah Fisher's Boarding House      | 1922 | Ja             |                 |                |                |                                     |     |
| Bomber och granater                 | 1926 | Ja             |                 |                |                |                                     |     |
| Harry långbyx                       | 1927 | Ja             |                 |                |                |                                     |     |
| For the Love of Mike                | 1927 | Ja             |                 |                |                |                                     |     |
| That Certain Thing                  | 1928 | Ja             |                 |                |                |                                     |     |
| So This is Love?                    | 1928 | Ja             |                 |                |                |                                     |     |
| The Matinee Idol                    | 1928 | Ja             |                 |                |                |                                     |     |
| The Way of the Strong               | 1928 | Ja             |                 |                |                |                                     |     |
| Say It with Sables                  | 1928 | Ja             |                 |                |                |                                     |     |
| U.44                                | 1928 | Ja             |                 |                |                |                                     |     |
| The Power of the Press              | 1928 | Ja             |                 |                |                |                                     |     |
| The Younger Generation              | 1929 | Ja             |                 |                |                | Första ljudfilmen                   |     |
| The Donovan Affair                  | 1929 | Ja             |                 |                |                |                                     |     |
| För flyget och flickan              | 1929 | Ja             |                 |                |                |                                     |     |
| Asfaltens liljor                    | 1929 | Ja             |                 |                |                |                                     |     |
| Rain or Shine                       | 1930 | Ja             |                 |                |                |                                     |     |
| Bragdens män                        | 1931 | Ja             |                 |                |                |                                     |     |
| The Miracle Woman                   | 1931 | Ja             |                 |                |                |                                     |     |
| Platinum Blonde                     | 1931 | Ja             |                 |                |                |                                     |     |
| Förbjuden                           | 1932 | Ja             |                 |                |                |                                     |     |
| Panik                               | 1932 | Ja             |                 | Ja             |                |                                     |     |
| Kinesflickans hämnd                 | 1933 | Ja             |                 | Ja             |                |                                     |     |
| Lady för en dag                     | 1933 | Ja             |                 |                |                |                                     |     |
| Det hände en natt                   | 1934 | Ja             |                 | Ja             |                |                                     |     |
| Han, hon och hästen                 | 1934 | Ja             |                 | Ja             |                |                                     |     |
| En gentleman kommer till stan       | 1936 | Ja             |                 | Ja             |                |                                     |     |
| Bortom horisonten                   | 1937 | Ja             |                 | Ja             |                |                                     |     |
| Komedien om oss människor           | 1938 | Ja             |                 | Ja             |                |                                     |     |
| Mr. Smith i Washington              | 1939 | Ja             |                 | Ja             |                |                                     |     |
| Vi behöver varann                   | 1941 | Ja             |                 | Ja             |                |                                     |     |
| Why We Fight: Prelude to War        | 1943 | Ja             |                 |                |                | Dokumentär                          |     |
| Why We Fight: The Nazis Strike      | 1943 | Ja             |                 |                |                | Dokumentär, kortfilm                |     |
| Why We Fight: Divide and Conquer    | 1943 | Ja             |                 |                |                | Dokumentär                          |     |
| Why We Fight: The Battle of Britain | 1943 | Ja             |                 |                |                | Dokumentär                          |     |
| Why We Fight: The Battle of Russia  | 1943 | Ja             |                 |                |                | Dokumentär                          |     |
| Why We Fight: The Battle of China   | 1944 | Ja             |                 |                |                | Dokumentär                          |     |
| Tunisian Victory                    | 1944 | Ja             |                 |                |                | Dokumentär                          |     |
| The Negro Soldier                   | 1944 |                |                 | Ja             |                | Dokumentär                          |     |
| Arsenik och gamla spetsar           | 1944 | Ja             |                 | Ja             |                |                                     |     |
| Your Job in Germany                 | 1945 | Ja             |                 |                |                | Dokumentär, kortfilm                |     |
| Know Your Enemy: Japan              | 1945 | Ja             |                 |                |                | Dokumentär                          |     |
| Two Down and One to Go              | 1945 | Ja             |                 |                |                | Dokumentär, kortfilm                |     |
| Why We Fight: War Comes to America  | 1945 | Ja             |                 |                |                | Dokumentär                          |     |
| Livet är underbart                  | 1946 | Ja             |                 | Ja             |                |                                     |     |
| I valet och kvalet                  | 1948 | Ja             |                 | Ja             |                |                                     |     |
| Broadway Bill                       | 1950 | Ja             |                 | Ja             |                | Nyinspelning av Han, hon och hästen |     |
| Här kommer brudgummen               | 1951 | Ja             |                 | Ja             |                |                                     |     |
| Our Mr. Sun                         | 1956 | Ja             | Ja              | Ja             |                | Dokumentär                          |     |
| Hemo the Magnificent                | 1957 | Ja             | Ja              | Ja             |                | Dokumentär                          |     |
| The Strange Case of the Cosmic Rays | 1957 | Ja             |                 |                |                | Dokumentär                          |     |
| The Unchained Mistress              | 1958 | Ja             | Ja              | Ja             |                | Dokumentär                          |     |
| Livet är härligt                    | 1959 | Ja             |                 | Ja             |                | Första färgfilmen                   |     |
| Fickan full av flax                 | 1961 | Ja             |                 | Ja             |                | Nyinspelning av Lady för en dag     |     |